# Hrihorii Kvitka-Osnovianenko
Hrihorii Kvitka-Osnovianenko (în ucraineană Григорій Квітка-Основ'яненко, n. 29 noiembrie 1778 - d. 20 august 1843) a fost un scriitor, jurnalist și critic literar ucrainean.
Este considerat fondatorul prozei moderne ucrainene.
Creația sa este pătrunsă de patriotism, umanitarism și de accente sentimentale, dar și satirice.

## Scrieri
- 1834: Marusia (Маруся), nuvelă fantastico-umoristică
- 1841: Oxana (Оксана), idem
- 1834: Povestiri maloruse ("Malorossiskie povesti"), inspirată din legendele populare
- 1839/1840: Pan Haliavski, satiră la adresa nobilimii rurale
- 1840: Dipomații ucraineni ("Ukrainski diplomatî"), idem.

1. ↑  Kratkaia literaturnaia iențiklopedia
2. ↑  Czech National Authority Database, accesat în 1 martie 2022